# Dese
Dese (o Dessie) és una ciutat i un woreda d'Etiòpia, situada a la Regió Amhara, al centre-nord del país. Està situada entre els 2.470 i els 2.550 msnm, a la carretera que uneix les ciutats d'Addis Abeba amb Asmara, a Eritrea.
Dese compta amb una oficina de correus, instaurada durant la dècada de 1920, a més posseeix un servei telefònic almenys des de 1954. La ciutat gaudeix d'energia elèctrica des de 1963 quan va entrar en funcionament una central elèctrica alimentada amb dièsel, amb una línia de subministrament elèctric que arribava fins a Kombolcha, la qual va tenir un cost de 110.000 dòlars etíops. Entre els anys 1942 i 1995, la ciutat va ser la capital de l'antiga província de Wolo.
Dese posseeix també un museu construït a la casa de l'antic dejazmach (comandant en cap de guarnició) Joseph Biru. També té una zawiya (centre d'ensenyament sufí) de l'orde islàmic de Qadiriyya, sent la primera expressió del sufisme a ser introduïda en el nord-est d'Àfrica.
La ciutat se serveix de l'aeroport de Combolcha, el codi del qual OACI és HADC i el codi IATA és DSE. L'aeroport serveix a les ciutats de Dese i a la veïna Kombolcha, compta amb una pista de 1.098 metres de longitud i es troba a 1.864 metres sobre el nivell del mar.

## Demografia
Dese és una de les ciutats més poblades d'Etiòpia, i ha experimentat un notable creixement demogràfic en els últims anys. En els resultats del cens de 1994 la ciutat posseïa una població de 97.314 habitants, dels quals 45.337 eren homes i 51.977 dones. No obstant això, d'acord amb les estimacions de l'Agència Central d'Estadística d'Etiòpia, el 2005 aconseguia una població de 169.105 persones, de les quals 86.167 eren homes i 82.937 dones.
Si bé els límits de la ciutat són difícils de determinar, el woreda que integra té una superfície de 15,08 quilòmetres quadrats, la qual cosa dona una densitat d'11.213,79 habitants per quilòmetre quadrat.